# Migracja wartości przedsiębiorstwa
Migracja wartości przedsiębiorstwa – koncepcja, zgodnie z którą wartość przepływa między przedsiębiorstwami w wyniku migracji wartości między sektorami oraz dezaktualizacji modeli biznesowych. Inaczej mówiąc, jest to przepływ wartości pomiędzy przedsiębiorstwami w wyniku poszukiwania możliwości inwestycji w efektywne modele działalności biznesowej (tj. przynoszące zyski).
Koncepcja migracji wartości została spopularyzowana przez książkę A.J. Slywotzkego, D.J. Morrisona i B. Andelmana pt. Strefa zysku. Autorzy przekonują w niej, że możliwość osiągania zysków (a wraz z nią wartość) migruje od sektorów schyłkowych do młodych, z produkcyjnych do usługowych, a także od tych, które są oparte na technologiach tradycyjnych do technologicznie zaawansowanych. Wraz z tym zjawiskiem następuje przepływ wartości od przedsiębiorstw ulokowanych w branżach, z których wartość odpływa (tzw. strefy bez zysku) do tych, które działają w branżach perspektywicznych (strefy zysku).
Zgodnie z tą koncepcją przedsiębiorstwa powinny uważnie śledzić zmiany otoczenia i je antycypować oraz nieustannie pracować nad innowacyjnymi modelami biznesowymi.